# Ernst von Holleben (General, 1789)
Ernst Ludwig Christian Erdmann von Holleben (* 14. August 1789 in Udersleben; † 13. März 1863 in Erfurt) war ein preußischer Generalleutnant.

## Leben

### Herkunft
Ernst war ein Sohn des fürstlich-schwarzburgischen Oberlandjägermeisters Ernst Friedrich Ludwig von Holleben (1753–1826) und dessen Ehefrau Charlotte, geborene von Nostiz (* 1758). Er hatte sechs Brüder und sechs Schwestern, die alle das Erwachsenenalter erreichten. Sein Bruder Heinrich (1784–1864) wurde preußischer General der Infanterie.

### Militärkarriere
Holleben trat am 1. April 1805 als Gefreitenkorporal in das Infanterieregiment „von Kleist“ der Preußischen Armee ein und avancierte Mitte Februar 1806 zum Portepeefähnrich. Während des Vierten Koalitionskrieges kämpfte er in der Schlacht bei Jena und geriet dann bei der Kapitulation der Festung Magdeburg in Kriegsgefangenschaft. Am 9. Oktober 1808 erhielt er seinen Abschied als Sekondeleutnant.
Er trat daraufhin am 15. Dezember 1808 in sächsische Dienste und wurde als Sekondeleutnant im Chevaulegerregiment „von Polenz“ angestellt. Holleben kämpfte 1809 gegen Österreich und nahm 1812 am Russlandfeldzug teil. 1813 kam er zum Husarenregiment und wurde am 9. Oktober 1813 Premierleutnant. Zu Beginn der Befreiungskriege kämpfte er im Gefecht bei Reichenbach und wurde mit dem Ritterkreuz des Militär-St.-Heinrichs-Ordens beliehen.
Er verließ die sächsischen Dienste, kehrte Mitte Juni 1815 in die Preußische Armee zurück und wurde als Premierleutnant mit Patent vom 6. August 1815 im 12. Husaren-Regiment angestellt. Während des Sommerfeldzugs wurde er 1815 zum General von Thielmann kommandiert und kämpfte in den Schlachten bei Ligny und Waterloo.
Nach dem Krieg stieg Holleben am 12. Dezember 1817 zum Rittmeister und Eskadronchef auf. Am 30. März 1837 wurde er Major und zeitgleich als etatsmäßiger Stabsoffizier in das 2. Ulanen-Regiment versetzt. Daran schloss sich ab dem 11. Januar 1840 eine Verwendung im 5. Ulanen-Regiment an und ab Mitte August 1842 fungierte Holleben zugleich als Präses der Examinationskommission für Portepeefähnrich und Direktor der Divisionsschule der 14. Division. Man beauftragte ihn am 16. Mai 1844 zunächst mit der Führung des 2. Dragoner-Regiments und ernannte ihn am 14. Januar 1845 zum Regimentskommandeur. In dieser Stellung avancierte Holleben bis Anfang Mai 1849 zum Oberst, bevor er am 6. Dezember 1851 das Kommando über die 10. Kavallerie-Brigade in Posen erhielt. Dort wurde er am 22. März 1853 Generalmajor und anlässlich seines 50-jährigen  Dienstjubiläum erhielt er am 1. April 1855 den Roten Adlerorden II. Klasse mit Eichenlaub. Am 5. Mai 1855 nahm Holleben seinen Abschied mit Pension und Ende des Monats wurde ihm noch der Charakter als Generalleutnant verliehen. Er starb am 13. März 1863 in Erfurt.

### Familie
Holleben heiratete am 14. August 1817 in Etzelbach bei Pößneck Henriette von Holleben (1789–1829). Das Paar hatte mehrere Kinder:
- Berta (1818–1904), seit 15. Oktober 1840 Gräfin ⚭ 31. Oktober 1840 Prinz Gustav zu Ysenburg und Büdingen (1813–1883), preußischer Diplomat und Generalleutnant[1]
- Heinrich Ludwig (1820–1850), Leutnant im 1. Garde-Regiment
- Ernst Ludwig (* 1822)
- Elisabeth (1823–1839)
- Henriette (* 1825)
- Henriette Ernestine (* 1829), Stiftsdame, Ehrenbürgerin von Rudolstadt[1]